# 세프포독심
세프포독심(Cefpodoxime)은 경구용 3세대 세팔로스포린 항생제이다. 여러 그람 양성균과 음성균에 모두 효과가 좋으나, 녹농균, 엔테로코커스, 박테로이데스 프라길리스 등에는 효과가 없다. 급성 중이염, 인두염, 부비동염, 임질 등에 보통 사용한다. 세프트리악손 같은 정주 세팔로스포린이 더 이상 치료에 필요하지 않을 때, 경구 약제로 치료를 지속하기 위해 이용하기도 한다.
세프포독심은 세균 세포벽 형성 과정에서 펩티도글리칸 합성을 억제하여 작용한다. 경구 생체이용률은 약 50%이며 음식과 함께 복용 시 상승한다. 성인에서 반감기는 2~3시간이며 신부전 환자에서는 반감기가 늘어난다. 승인된 적응증은 지역사회획득 폐렴, 단순 피부 및 연조직 감염, 단순 요로감염증 등이다.
1980년 특허가 출원되었으며 사용 승인된 것은 1989년이다.

## 활성 범위
세프포독심은 임질, 편도염, 폐렴, 기관지염 치료에 쓰인다. 몇몇 주요 미생물의 최소 저지 농도(MIC)는 다음과 같이 보고되었다.
- Haemophilus influenzae: ≤0.03 – 1 μg/ml
- Neisseria gonorrhoeae: 0.004 – 0.06 μg/ml
- Streptococcus pyogenes: ≤0.004 – 2 μg/ml